# Гончарівський палац
Гончарівський палац (палац на Гончарівці, Гончарівка) — комплекс резиденції Гетьмана України Івана Мазепи (власне палац, дерев'яна церква та земляні укріплення) на околиці Батурина Гончарівці.

## Історія
Споруджений у другій половині 90-х років 17 століття. Зруйнований під час Батуринської трагедії 1708 року.

Так виглядали руїни палацу у 1726 р.:
«Двір із садом на Гончарівці, де він, Мазепа, сам жив, у тому дворі кам'яні палати пусті й розбиті, там же церква дерев'яна ціла з деякою частиною іконостасу, у тому дворі гай березовий і біля нього поле рільне».
Руїни протягом 18—19 століть розібрано на будматеріали. На сьогодні лишилася лише частина оборонних ровів і валів, що поросли деревами, та земляні бастіони вздовж валів.
Археологічні розкопки на території Гончарівки виявили фундаменти палацу, фрагменти цегли, кахлів, елементів декору, а також залишки дерев'яної церкви та оборонних споруд, що підтверджують історичні описи та дозволяють науковцям реконструювати первісний вигляд гетьманської резиденції.
Згідно з Указом Президента України № 1131/2007 палац планується відбудувати.

## Архітектура
Гончарівський палац, являв собою укріплений архітектурний ансамбль кінця XVII — початку XVIII століття. Садиби була велика – майже 9 га, а основної забудови було не багато: мурованого палацу, дерев’яної церкви та земляних укріплень з п’ятьма земляними бастіонами-барбетами. Відомо також про кілька службових приміщень (зокрема, фліґель для гостей, вартівня для охоронців, окремий цегляний льох з підземним коридором), в’їзну браму та арсенал. Більшу незаселену територію садиби займали фруктовий сад, березовий гай та орне поле. Історик О. Бондар створив графічні реконструкції плану та вірогідного вигляду укріпленої садиби Івана Мазепи в Гончарівці. Він зауважив, що відтворена ним система доріжок нагадує чітке розпланування так званих «французьких парків», популярних у Франції епохи бароко, які, своєю чергою, походять з ренесансної Італії. Науковець вважає виявлене ним регулярне планування п'ятикутної гончарівської садиби з садом і гаєм найдавнішим подібним прикладом у Центральній Україні. Комплекс був розташований на околиці гетьманської столиці Батурина — у місцевості Гончарівка, і слугував резиденцією Гетьмана України Івана Мазепи.
Історики також мають у своєму розпорядженні цінний малюнок Фрідріха-Вільгельма фон Бергхольца, який у 1744 році побував у Батурині та зафіксував на папері фрагмент стіни головного палацу. Ця замальовка є важливим джерелом для спроб відтворити первісний вигляд усієї споруди. Палац мав риси барокової архітектури з елементами оборонного зодчества. Його зведено з цегли, із використанням місцевих будівельних матеріалів. Будівля була триповерховою, з високими скатними дахами, масивними стінами та симетричним плануванням. Інтер’єри вирізнялися багатим оздобленням, що відповідало статусу гетьманської резиденції. У палаці могли розміщуватися як житлові, так і адміністративні приміщення, у тому числі для прийому послів і ведення гетьманських справ.
Церква, розташована на території комплексу, була дерев’яною, ймовірно, однобанною або тризрубною, в традиціях українського козацького бароко. Вона виконувала як культову, так і представницьку функцію.
Земляні укріплення включали вали та рови, що створювали додатковий захист резиденції з боку рівнинного підступу до Гончарівки. Розташування комплексу на підвищенні над річкою Сеймом посилювало його обороноздатність і забезпечувало панівну візуальну позицію над околицями.

Комплекс був зруйнований під час московського штурму Батурина 1708 року. До нашого часу збереглися лише окремі археологічні залишки палацу та сліди земляних укріплень.

План Гончарівського палацу

## В літературі
|                   | Тут знаходиться палац слави, помешкання цноти, Вічна пам'ятка Твоєї справи, гетьмане. Через Цирона, Нерона Золоті двори, в яких згори Перун пускає блискавки, Гетьманський палац височіє до небес. З кришталю виводить Тут своє обличчя, місяць в колі. Тут Гелиці золоте лице Сяє вічним променем; І Твої праці, непереможний наш вождь, Що чекають на нагороду. |
| — Орновський Іван | |